# Pietroaia, Dolj
Pietroaia este un sat în comuna Sopot din județul Dolj, Oltenia, România. Este situat pe drumul județean 606 DJ  ce leagă orașul Craiova de localitatea Vânju Mare, la confluența văii Brabova cu valea Urdinița. Relieful satului este format din două văi și trei dealuri cu înălțimi cuprinse între 200 - 300 m. Satul are o populație de circa 380 locuitori a căror activitate principală este agricultura. Caracteristica principală a satului o formează numeroasele izvoare naturale (alimentate de "stratele de Candesti"}, multe din ele fiind captate sub forma cișmelelor publice. Satul Pietroaia este cunoscut prin legendara echipă de călușari care în anul 1999 a câștigat "Premiul I" la festivalul național de la Caracal.
 Acest articol despre o localitate din județul Dolj este deocamdată un ciot. Puteți ajuta Wikipedia prin completarea lui.